# Nicolae Vlădoianu
Nicolae Vlădoianu (26 aprilie 1895, Râmnicu-Vâlcea – 26 iulie 1947, București) a fost un scriitor, teatrolog, jurnalist și dramaturg român. Director al Teatrului „Alhambra”.

## Biografie
Tatăl său, generalul Barbu Vlădoianu, fost primar al Bucureștiului, a susținut financiar construcția Bisericii „Sfântul Gheorghe” din cartierul Andronache din București (cartierul Andronache), iar bunicul său era moșierul Andronache.
A urmat studiile Facultății de Drept din București, unde și a luat licența, și ale Facultății de Drept din Paris unde și-a luat doctoratul în drept. Reîntors în țară începe să publice în cele mai importante ziare și reviste culturale ale vremii (Rampa, Universul și Adevărul literar și artistic), majoritatea sub pseudonimul „Keops”. În aceeași perioadă începe colaborarea cu teatrul „Cărăbuș” și apoi, cu propria sa companie, la teatrul din Sărindar, unde era asociat cu Nicușor Constantinescu. În 1927 pune bazele companiei teatrale „Alhambra”.
Împreună cu Nicușor Constantinescu a scris numeroase texte pentru spectacole de comedie/muzică și versuri pentru multe cântece pe parcursul carierei sale artistice. De asemenea, cei doi au condus pentru o lungă perioadă Teatrul „Alhambra” din București. A fost membru al Societății autorilor dramatici și al Asociației directorilor de teatre. 
Se sinucide în vara anului 1947 după ce compania sa dăduse faliment din cauza unui costisitor turneu întreprins în Orientul Apropiat și Egipt. 

## Piese de teatru
- Amedeu Stânjenel (1925, în colaborare cu Victor Rodan)
- Aventura domnului Dârjan (în colaborare cu Victor Rodan)
- Pământ (în colaborare cu Soare Z. Soare).

## Volume
- Fă economie (1928)
- La ureche (1929, cu N. Kirițescu)